# Хаунстофт, Финн
Финн Хаунстофт (дат. Finn Haunstoft; 8 июля 1928, Орхус — 15 мая 2008, Хобро) — датский гребец-каноист, выступал за сборную Дании на всём протяжении 1950-х годов. Участник двух летних Олимпийских игр, чемпион Олимпийских игр в Хельсинки, многократный победитель и призёр регат национального значения.

## Биография
Финн Хаунстофт родился 8 июля 1928 года в городе Орхус области Центральная Ютландия. Занимался греблей в коммуне Гладсаксе в каноэ-клубе Skovhuskoloniens, позже переехал в Люнгбю и представлял местный одноимённый каноэ-клуб.
Наибольшего успеха на взрослом международном уровне добился в сезоне 1952 года, когда попал в основной состав датской национальной сборной и благодаря череде удачных выступлений удостоился права защищать честь страны на домашних летних Олимпийских играх в Хельсинки. Вместе с напарником Педером Расхом стартовал здесь в зачёте двухместных каноэ на дистанции 1000 метров, с первого места квалифицировался на предварительном этапе и в решающем финальном заезде тоже был лучшим, в том числе обогнал действующих чемпионов мира и олимпийских чемпионов из Чехословакии Яна Брзака-Феликса и Богумила Кудрну, привезя им на финише более четырёх секунд.
Став олимпийским чемпионом, Хаунстофт остался в основном составе гребной команды Дании и продолжил принимать участие в крупнейших международных регатах. В частности, в 1956 году он благополучно прошёл отбор на Олимпийские игры в Мельбурне — на сей раз стартовал в паре с партнёром Аклелем Дууном в двойках на десяти километрах и занял итоговое шестое место, отстав от победившего советского экипажа Павла Харина и Грациана Ботева почти на две минуты. Вскоре по окончании этих соревнований принял решение завершить карьеру спортсмена, уступив место в сборной молодым датским гребцам — за свою спортивную карьеру в общей сложности девять раз становился чемпионом Дании в различных гребных дисциплинах.
В течение многих лет Финн Хаунстофт являлся моряком и побывал со своим кораблём во многих странах мира.
Умер 15 мая 2008 года в городе Хобро коммуны Мариагер-фьорд в возрасте 79 лет в результате несчастного случая.